# النور کالینز
النورا روت کالینز (انگلیسی: Eleanor Collins; ۲۱ نوامبر ۱۹۱۹ – ۳ مارس ۲۰۲۴) با نام هنری النور کالینز خواننده سبک جاز و مجری تلویزیون اهل کانادا بود. از او به عنوان بانوی اول جاز کانادا یاد می‌شود.